# Archivo General de Simancas
El Archivo General de Simancas (también conocido por sus siglas, AGS) es un archivo estatal español ubicado en la localidad vallisoletana de Simancas, muy próxima a la capital. Fundado por Carlos I en 1540 en el castillo de Simancas, es el primer y más antiguo archivo oficial de la Corona de Castilla. El edificio, construido por Juan de Herrera, conserva gran parte de la documentación producida por los órganos de gobierno de la Corona de Castilla y posteriormente de la Monarquía Hispánica y del Reino de España hasta Isabel II.
La evolución cronológica de la institución ha estado marcada por el devenir de la Corona de Castilla. Uno de los principales hitos se produjo en 1588, cuando Felipe II otorgó la Instrucción para el Gobierno del Archivo de Simancas, un documento clave para entender la gestión tanto de este archivo como de otros de la península. Por otro lado, los momentos de pujanza o de retraimiento de la monarquía castellana quedaron reflejados en forma de llegada de documentos o carestía de recursos. También los daños sufridos durante la Guerra de la Independencia tuvieron importantes repercusiones en lo que hoy es la institución.
En su interior se desarrollan no solo tareas de conservación y catalogación de los documentos que alberga, sino que además es un museo y un lugar en el que se puede investigar a partir de sus fondos. Estos son muy extensos y se organizan en casi treinta secciones.
En la actualidad es un organismo dependiente del Ministerio de Cultura de España. Por ello, la Unesco le otorgó la distinción de Patrimonio de la Humanidad en 2017 dentro de su categoría Memoria del mundo.

## Concepto y simbolismo

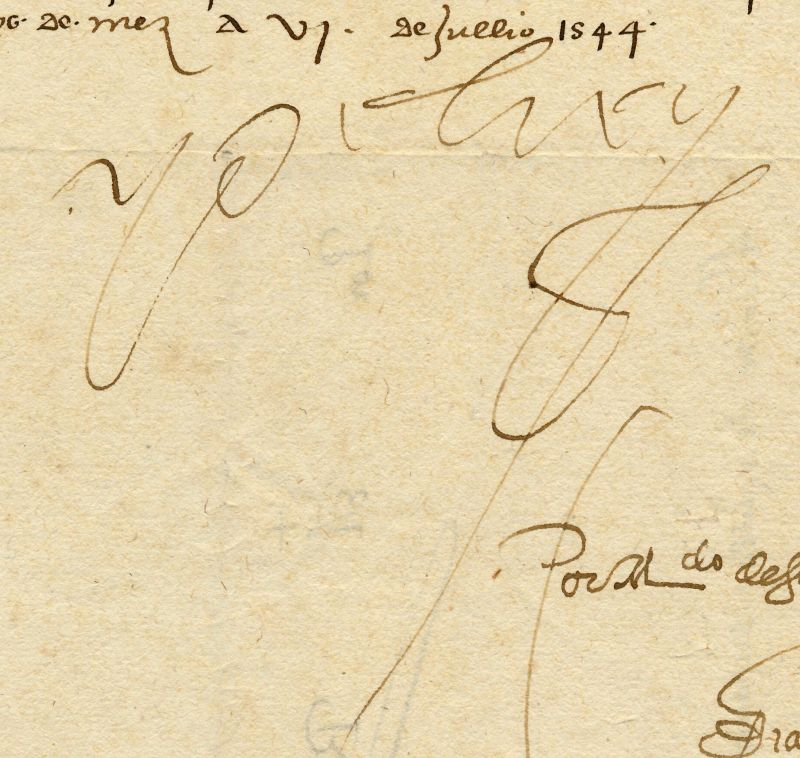
Firma del rey Carlos I. Se trata del fundador del primer archivo centralizado de Castilla, algo que intentaron infructuosamente algunos reyes precedentes como Juan II o Enrique IV.

El Archivo de Simancas fue el primer archivo oficial de la Corona de Castilla, y existe como tal desde 1540, aproximadamente dos siglos después de que la Corona de Aragón tuviese el suyo. Este llamativo retraso ha sido objeto de reflexión para los historiadores que han estudiado el devenir histórico de la institución. Se han propuesto varias explicaciones, entre ellas el nomadismo de la corte, la guerra contra los reinos musulmanes del sur y las luchas internas entre los Trastámara.
Un Estado del siglo XVI como la Corona castellana, que pretendía sumarse a los nuevos tiempos de modernidad tras el Medievo, necesitaba rodearse de un aparato burocrático perfectamente articulado, y en ese sentido la figura del archivo fue crucial. Desde el primer momento se planteó, aunque sin concretar el lugar, que estuviese emplazado en una fortaleza, por mera cuestión de seguridad a la hora de custodiar los documentos que iba produciendo el aparato estatal.
El hecho de que se fundase de manera tardía tiene una cierta connotación negativa por el retraso que implica respecto a otras potencias europeas, pero también positiva, pues, si se pudo fundar, fue porque el contexto sociopolítico lo permitía, las instituciones estaban asentadas y producían documentos que requerían una conservación adecuada.
Desde el primer momento y hasta tiempos recientes, el AGS no fue destinado a tareas de índole cultural, pues solo respondía a una necesidad expresa de un sitio para conservar los documentos. En esa línea, un archivo centralizado es un punto de apoyo para el buen gobierno de un monarca, pues en él se hallan físicamente los documentos que legitiman su mandato.
Con el paso del tiempo, la fundación del Archivo de Simancas se ha encumbrado a la categoría de «hito de la archivística española». En cierto sentido lo fue, ya que, tras varios intentos, allí se concretó la idea de establecer un archivo oficial en Castilla. Además, este se dotó casi cinco décadas después (en 1588) de un reglamento pionero en cuanto a su funcionamiento.

## Emplazamiento: el castillo de Simancas

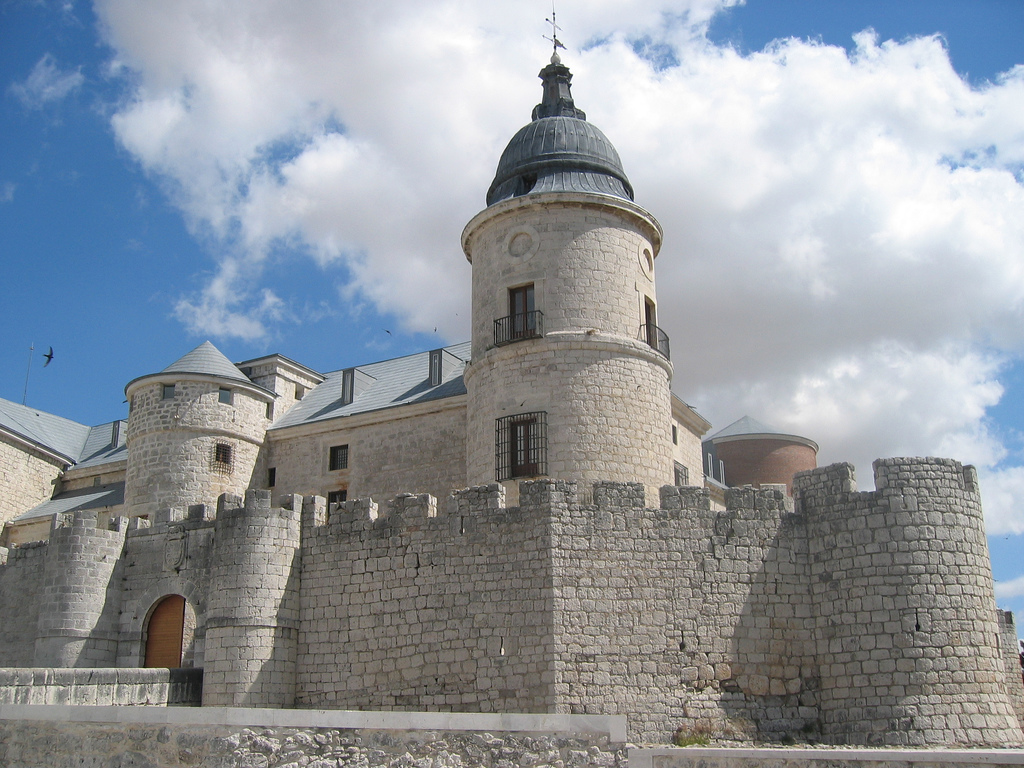
Vista lateral del castillo.

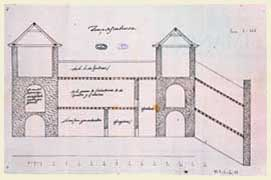
Plano del en el que se indican las estancias que ocupaba en ese momento el AGS en el interior del castillo.

El archivo se emplazó en Simancas, una localidad situada a diez kilómetros de Valladolid. El lugar no fue escogido al azar, sino que se eligió uno fortificado y fácilmente defendible.
Durante el periodo de la Reconquista, la villa de Simancas adquirió importancia como zona fronteriza. Posteriormente, su situación estratégica entre los reinos de León y Castilla le confirió un papel relevante en la política peninsular. Tras la conquista de Toledo y su territorio en 1085, la villa perdió importancia, y en el siglo XIII no era más que una de las muchas ciudades del alfoz vallisoletano. Sin embargo, pronto dejó de formar parte de la jurisdicción de Valladolid, pues en 1465 el rey Enrique IV de Castilla recompensó a la ciudad de Simancas por permanecer fiel a la causa real en el marco de las disputas entre dicho rey y Alfonso de Castilla con el privilegio de nobleza e hidalguía a todos los habitantes de la localidad, así como con la exención de la jurisdicción vallisoletana. Así, entre los siglos XV y XVII se vivieron los «años dorados» de Simancas, en los cuales se enmarca el establecimiento del archivo oficial de Castilla.
Hasta 1917, la historiografía moderna y contemporánea fechaba la fortaleza de Simancas en época de la reconquista. Sin embargo, en ese año Francisco Rodríguez Marín publicó un documento en el cual, aparte de otros datos históricos, se dice que la fortaleza de Simancas había sido tomada por el almirante Don Fadrique en tiempos de Enrique IV para posteriormente ser derruida y reconstruida por su hijo, el almirante Don Alonso Enríquez. De este modo, la fecha de construcción de la actual fortaleza se puede situar entre los años 1467 y 1480.
El castillo está tan reformado que es casi imposible saber cómo era en origen. Desde que los Reyes Católicos tomaron posesión de la fortaleza en 1490, se han hecho todo tipo de modificaciones, desde las diferentes alturas que construyó Felipe II hasta las múltiples reformas llevadas a cabo para adecuar el edificio al archivo.
Hay muchos factores que se pueden considerar influyentes a la hora de tomar la decisión de elegir el castillo de Simancas, entre los cuales se pueden destacar dos:
- Tras avanzar las fronteras de los territorios cristianos hacia territorios meridionales, el castillo se encontraba sin una función específica en tiempos de paz. Eso provocó que tuviese otros usos, desde ser un depósito de armas hasta actuar como prisión estatal, faceta que mantendría simultáneamente con la de archivo.[27]
- Por otro lado, fue importante la influencia de Francisco de los Cobos, Comendador Mayor de León, que como miembro del entorno de Carlos I ejerció toda su influencia de cara a que se fijase allí.[28]

Desde la fundación del Archivo de Simancas se produjeron todo tipo de obras de acondicionamiento y ampliación. El lugar estaba concebido para custodiar documentos y no para la investigación, por lo que la ornamentación no estaba pensada para decorar sin más, sino para recordar que detrás de la institución se hallaba el poder regio. Por ejemplo, una de las puertas del AGS estaba ornamentada con el escudo de armas de Felipe II, lo que recordaba a cualquier visitante que se estaba ante una institución regia.
Por último, el castillo no era un lugar pensado para albergar un archivo, lo cual hace que existan algunos inconvenientes que han preocupado a los archiveros a lo largo de la historia. El más importante de ellos es el riesgo de incendios, un quebradero de cabeza para cualquier director del archivo. Por un lado, el hecho de que el archivo compartiese espacio con una cárcel incrementaba el riesgo de que los libros se redujesen a cenizas. Además, al ser una fortaleza, el edificio fue un objetivo de primer orden en el desarrollo de los conflictos armados, lo cual causó estragos en los fondos de la institución en conflictos como la Guerra de la Independencia Española, entre 1808 y 1814.
En ese sentido, las voces críticas respecto a la ubicación no han faltado a lo largo del siglo XX y XXI, pues las propuestas de traslado de los documentos de Simancas son frecuentes. Una de las voces que con más fuerza se presentan en esta línea es la de González Amezúa, que propone un traslado completo al Archivo Histórico Nacional de Madrid.

## Historia

### Precedentes y fundación

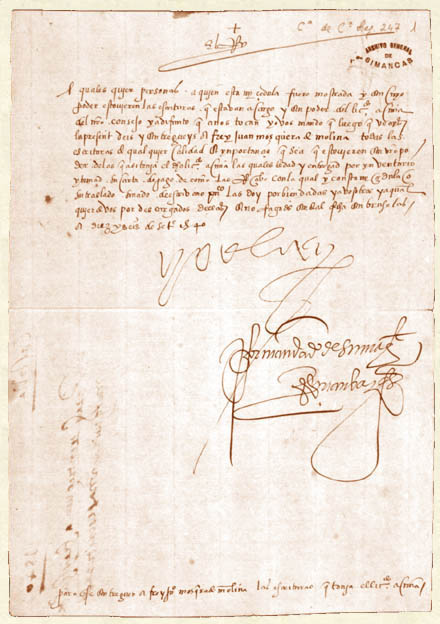
Cédula dada por Carlos I en la que se ordena el traslado de documentos desde la Chancillería de Valladolid al castillo de Simancas. Data del 16 de septiembre de 1540 en Bruselas, y es uno de los documentos fundacionales del AGS.

Si se compara la fundación del Archivo de Simancas con los archivos semejantes de otras Coronas europeas, se nota un evidente retraso de la Corona de Castilla. Sin embargo, la historiografía tradicional ha descubierto diversos intentos anteriores o precedentes de la fundación de un archivo. La idea más extendida es que Juan II de Castilla y Enrique IV de Castilla mandaron recoger algunos documentos para reunirlos en un lugar preciso, algo que no se concretó pero que se utiliza como ejemplo de un precedente. Otra posibilidad, aunque poco rigurosa desde el punto de vista de las fuentes escritas, es que existiese un archivo en Burgos a comienzos del siglo XVI y que fuera destruido por los comuneros.
El precedente más claro está en Fernando el Católico, que trató de organizar su propio archivo, encargándoselo al bachiller Diego Salmerón, pero este murió en 1519 y nunca llegó a llevarlo a término. Sus sucesores en el cargo, los licenciados Galindo y Acuña, nada hicieron sobre el encargo recibido.
La fundación exacta de la institución simanquina responde al año 1540. En ese año, Carlos I estableció, en una cédula que se conserva en Bruselas, la creación de un archivo oficial de la Corona de Castilla en el castillo de Simancas. En el momento de su fundación la institución compartió edificio con una cárcel pero, a pesar de ello, la determinación por hacer un gran archivo centralizado era clara, y desde 1542-1543 hay constancia de que se llevaron a cabo obras para acondicionar el edificio, al tiempo que se recibían las primeras remesas de documentos.

### SigloXVI
Entre los primeros documentos que llegaron al castillo se hallan los pertenecientes al castillo de La Mota de Medina del Campo, en la cual algunos quieren ver otro precedente a Simancas.
En 1545 se nombró el primer tenedor del archivo, el licenciado Antonio Catalán, y en este momento ya se puede hablar del AGS instituido como tal y no ya como un proyecto. La gestión del licenciado Catalán fue breve, pues duró apenas dos años en el cargo. No obstante, por la documentación conservada se sabe que este bienio fue fructífero en cuanto a la recuperación de documentos, puesto que  entre 1545 y 1546 se emitieron varias cédulas solicitando la recepción de documentos por toda Castilla.

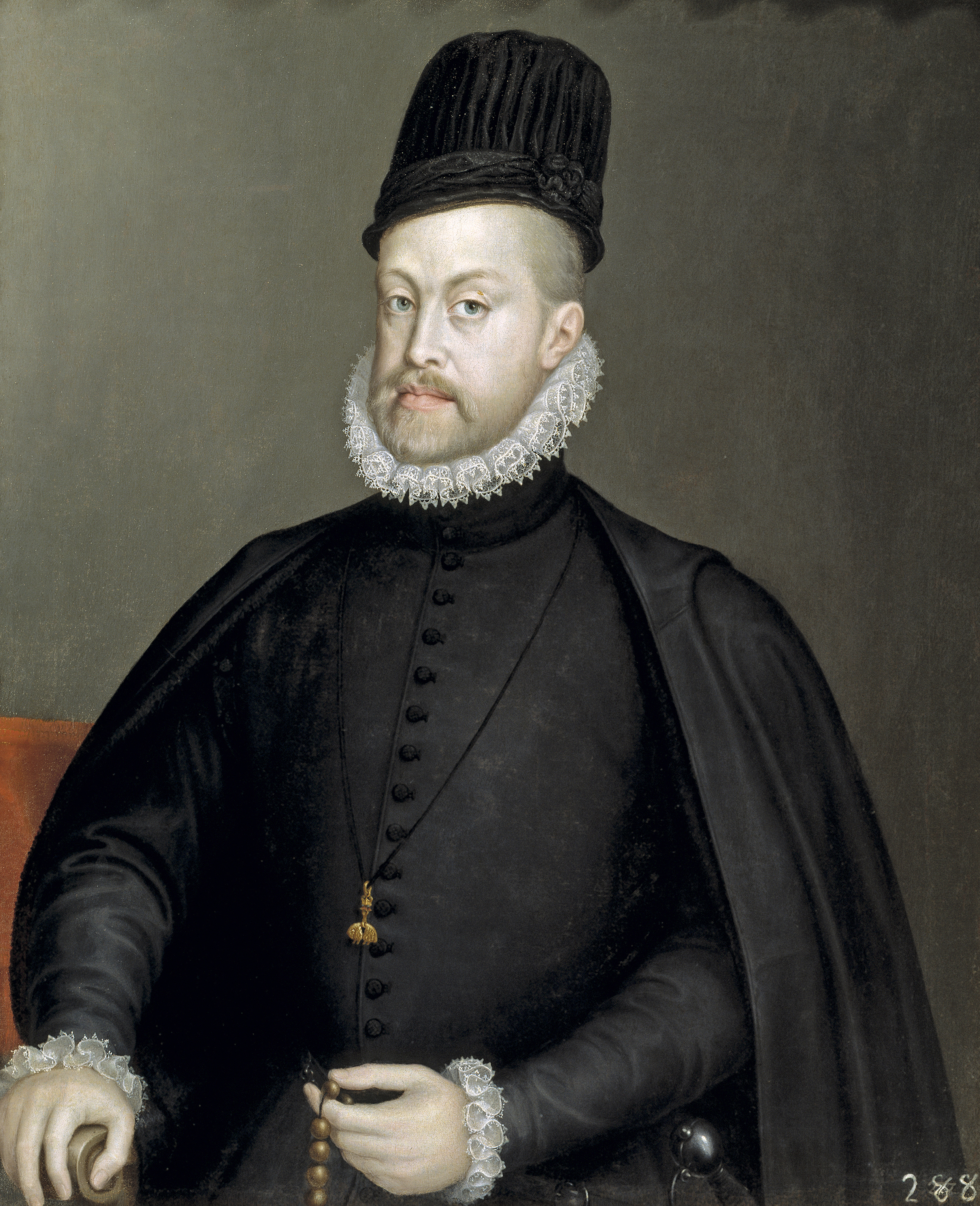
Felipe II llevó a cabo, durante su reinado, varias acciones relacionadas con Simancas. Entre ellas, destacan la Instrucción para el Gobierno del archivo, de 1588, y una visita al lugar en 1592, en la que sugirió algunas reformas.

En 1547, tras el fallecimiento del primer tenedor del archivo, el cargo fue ocupado por Diego Briviesca de Muñatones. Su labor al frente del archivo no fue todo lo provechosa que cabía esperar, ya que tardó un año en tomar posesión del cargo, delegó prácticamente todas sus funciones en su hermano y de los once años que estuvo al frente de Simancas, solo tres residió en España. En 1559 renunció para irse a hacer carrera en América.
Este mandato dio paso a unos años en los que el trabajo fue anormal e improductivo. Para reconducir la situación, en 1561 Felipe II dobló el cargo de tenedor, dividiéndolo entre un entendido en leyes y un entendido en letras, nombrando respectivamente al licenciado Sancti y a Diego de Ayala, a los cuales se unió en la gestión de la institución Tomás Bretón, alcaide de la fortaleza. Pero esta situación fue breve, pues en 1566 falleció Sancti, y el alcaide fue apartado por cuestiones políticas, quedando tan solo Diego de Ayala recopilando el archivo.
El mandato ejercido por Ayala fue amplio y se puede dividir para su estudio en dos etapas:
- 1563-1574: ordenó y catalogó el AGS.
- 1574 en adelante: realizó ampliaciones constantes de cara a engrandecerlo.

Respecto a la primera fase, hasta 1564 existen pocas noticias, con solo algunos datos concretos, como el de que en 1572 Diego de Ayala viajó a Madrid para recoger unos documentos, entre los que se encontraban cincuenta y tres arcas con papeles relacionados con las Indias. Sus primeros esfuerzos estuvieron dedicados a convertir el archivo en una institución eficiente, por lo que fue haciéndose con salas del castillo que hasta entonces pertenecían a la cárcel.
Respecto al edificio, Juan de Herrera participó en las obras de remodelación y acondicionamiento, dando proporciones al patio y participando en el desarrollo de toda la remodelación. Las obras siempre se compaginaron con la labor de recogida de documentos. En estos años, el AGS gozó de la colaboración de grandes figuras de la cultura del momento. Así, el historiador Jerónimo Zurita recogió documentos para el archivo durante 1567, haciendo otro tanto el licenciado Rosales en 1568.
La segunda etapa viene marcada por las protestas que Diego de Ayala efectuó por el hecho de que la institución compartiese edificio con una cárcel, algo que a su juicio incrementaba el riesgo de incendios de manera notable. Por otro lado, en esta etapa se trató de engrandecer el AGS todo lo posible, algo que planteó, especialmente desde 1588, problemas económicos serios. Así, se vivieron algunos momentos contradictorios, como cuando Felipe II visitó la institución en 1592 y sugirió toda suerte de reformas para las cuales luego apenas hizo aportaciones económicas. De hecho, a pesar de la ingeniería financiera de Diego de Ayala, en ocasiones no hubo dinero para pagar ni a los ayudantes de Diego de Ayala ni a los obreros de las remodelaciones.
Dentro de esta segunda etapa, se ha de mencionar que en 1588 se produce un hito de la archivística española: la Instrucción que Felipe II da para el Gobierno del Archivo de Simancas. Este documento trató de sistematizar los procedimientos a la hora de recoger documentos, conservarlos, describirlos y difundirlos, por lo que la historiografía dedicada a Simancas siempre lo ha planteado como un texto clave para entender no solo el funcionamiento de este archivo en concreto, sino que también se ha presentado como un procedimiento paradigmático e influyente en la posterior archivística hispana.
En 1593 murió Diego de Ayala, cuando ya se sabía prácticamente en bancarrota. A pesar de que sus últimos años estuvieron marcados por los quebraderos de cabeza que le proporcionaban los asuntos económicos y por sus problemas de salud, en dicho periodo se recopilaron muchos documentos, y buena parte de gran valor.
Durante esta época, el edificio fue usado también como prisión y depósito de ajuar y mobiliario, armas e incluso dinero.

### SigloXVII
Tras la muerte de Diego de Ayala, la dirección de la institución pasó a su hijo, Antonio de Ayala Manuel, que conocía las funciones del puesto perfectamente por haber sustituido a su padre en periodos en los que este estaba enfermo. Estuvo en el cargo entre 1594 y 1610, y entre otros trabajos realizados, dotó al archivo de más personal con un crecimiento notable.
La llegada de documentos se siguió intercalando con las reformas, y también con las solicitudes de investigadores deseosos de conocer los documentos de Simancas, como Pedro de Valencia, algo que no se concedía frecuentemente.
Desde este momento y en los siglos venideros, se observa una tendencia en relación con los documentos que llegan: salvo textos de grandes dimensiones, la mayoría de los envíos corresponden a papeles de los ministerios que yacían amontonados en cajones, y que, habiendo perdido actualidad y para recuperar sitio, se enviaban a Simancas.
Poco más hay que destacar del mandato del hijo de Diego de Ayala, pues murió repentinamente en 1610. A partir de aquí hay un periodo tumultuoso, cuya principal característica son los mandatos cortos de los archiveros. Desde Juan Gallo, que ni siquiera tomó posesión del cargo, hasta Diego de Isla que estuvo dos años como archivero, no hubo una cabeza visible estable hasta Diego de Cepeda, que estuvo desde 1617 hasta 1630. Es interesante que ya en este periodo se reconociera la importancia del mandato de Diego de Ayala.
Durante la etapa de Diego de Cepeda, Francisco y Antonio de Hoyos –padre e hijo– interfirieron en su gestión. La historiografía posterior ha sido muy crítica con ellos, pues se dedicaron a hacer listas de documentos sin ningún tipo de análisis. En cualquier caso, este periodo no es más que una etapa de transición, destinada a esperar a que Juan de Ayala Tello cumpliese la mayoría de edad.
El heredero del clan de Ayala estuvo en el cargo desde 1630 hasta 1656, y aunque al principio todo apuntaba a que sería una nueva época dorada –era joven y tenía experiencia– no supo rodearse de un buen equipo. Los problemas con su hermano Diego, al cual eligió como parte de su equipo, y la Instrucción de Felipe IV de 1633, mediante la cual ordenaba seguir el método de trabajo de Antonio de Hoyos, mermaron su papel al frente de la institución. De hecho, se le obligó a hacer un informe anual sobre la marcha del AGS.
Felipe IV autorizó al Conde-Duque de Olivares a crear su propio archivo, algo que influyó negativamente en Simancas. De hecho, el conjunto general de la época de Juan de Ayala siempre se ha visto con connotaciones negativas para Simancas. Si bien Juan de Ayala se jubiló en 1656, en 1640 nombró a su hijo Juan para sucederle en el cargo, aunque este lo ocupó tan solo dos años.
La segunda mitad del siglo XVII estuvo marcada por Pedro de Ayala, otro miembro de la familia, que dirigió la institución entre 1659 y 1698. A su llegada se encontró un archivo sin dotación financiera, con las obras paradas y con todo tipo de legajos sin inventariar, por lo que la primera década de su gestión estuvo dedicada casi por completo a la búsqueda de recursos económicos.
Tanto es así, que en 1670 amenazó con dimitir, y solo tras muchos viajes y solicitudes consiguió nada menos que treinta mil ducados para obras, las cuales pudo llevar a cabo hasta 1675. Mientras, entraban en el archivo todo tipo de documentos, siendo 61 cajones de la Secretaría del Consejo de Guerra y Estado los más destacables.
Pedro de Ayala falleció en 1698, habiendo designado como sucesor a su primogénito Francisco Antonio de Ayala. Con el cambio de siglo no se cambiaría la tendencia de que los historiadores de toda la época moderna no tenían acceso al AGS para investigar salvo casos muy concretos.

### SigloXVIII

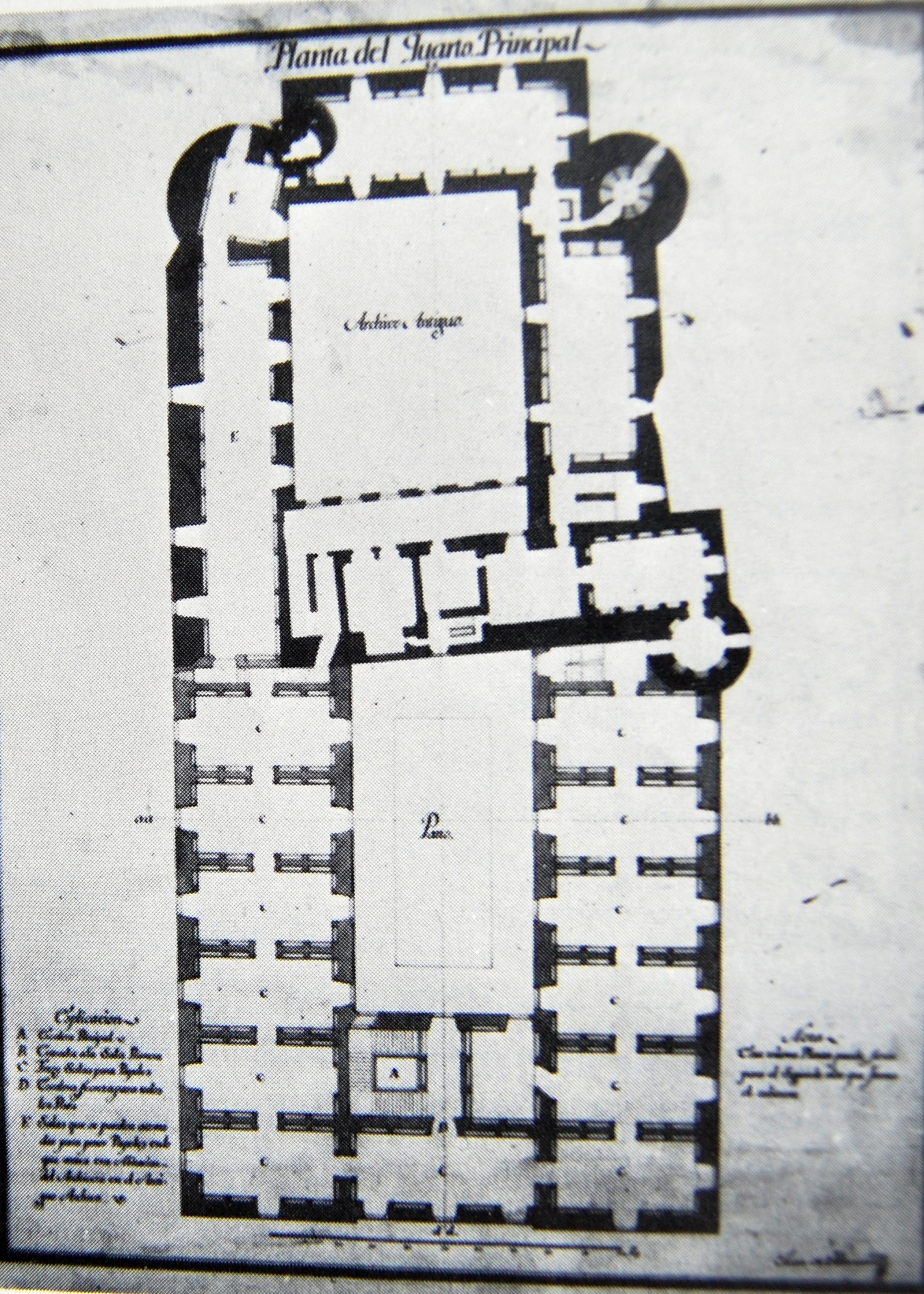
Plano de un proyecto de ampliación de la planta principal del AGS, planteado por Juan de Villanueva en el año 1785.

La primera mitad del siglo XVIII estuvo marcada por el mandato de Francisco Antonio de Ayala, que dirigió el Archivo entre 1698 y 1743. Con él se inaugura una característica que se mantendrá hasta 1818: casi toda la plantilla del archivo pertenecería a la familia de Ayala, incluyendo todo tipo de cargos. En este periodo se produjo la visita de Felipe V, que en 1710 quiso conocer Simancas.
Fue un mandato con luces –ingresaron muchos documentos relacionados con los últimos Austrias– y sombras –se vino abajo una de las torres de la fortaleza, y hubo que destinar muchos recursos a obras de urgencia–. En esta época se registra la entrada de documentos de gran importancia, como el testamento de Carlos II o la renuncia de Felipe V a la Corona francesa.
Al morir Francisco Antonio de Ayala en 1743, le sucedió su hijo Manuel Santiago de Ayala Gallo, que dirigió el archivo entre ese año y 1772. En este momento, investigadores como Ascensio de Morales pudieron trabajar en el archivo. Lo importante de la presencia de ese tipo de personalidades es que gracias a ellos se sabe, por sus descripciones a la hora de trabajar, cómo era el proceso que se había de seguir para poder investigar en Simancas.
En este momento llegaron documentos excepcionales, como el Concordato de 1753. También se vivieron momentos complicados, como la reparación general del castillo de 1749 motivada por las humedades que amenazaban seriamente la estabilidad del edificio. El castillo se resintió también en 1755 por el terremoto de Lisboa.
En 1772 murió Manuel Santiago de Ayala Gallo, y su cargo fue otorgado a su hijo de tan solo siete años –se nombró un coordinador hasta que alcanzase la mayoría de edad–, Manuel de la Cruz Ayala y Rosales, el cual estuvo en el cargo hasta 1811, ya entrado el siglo XIX. No obstante, en el siglo XVIII ocurrieron aún más hechos reseñables, como la visita en 1773 del Conde de Floridablanca, o el traslado en 1785 de todos los documentos de Indias –uno de los puntos fuertes de los fondos de Simancas– al Archivo General de Indias que se decidió crear en Sevilla. Hay constancia de que en 1791 Gaspar Melchor de Jovellanos visitó el archivo y criticó lo poco trabajador que era su personal.

### SigloXIX

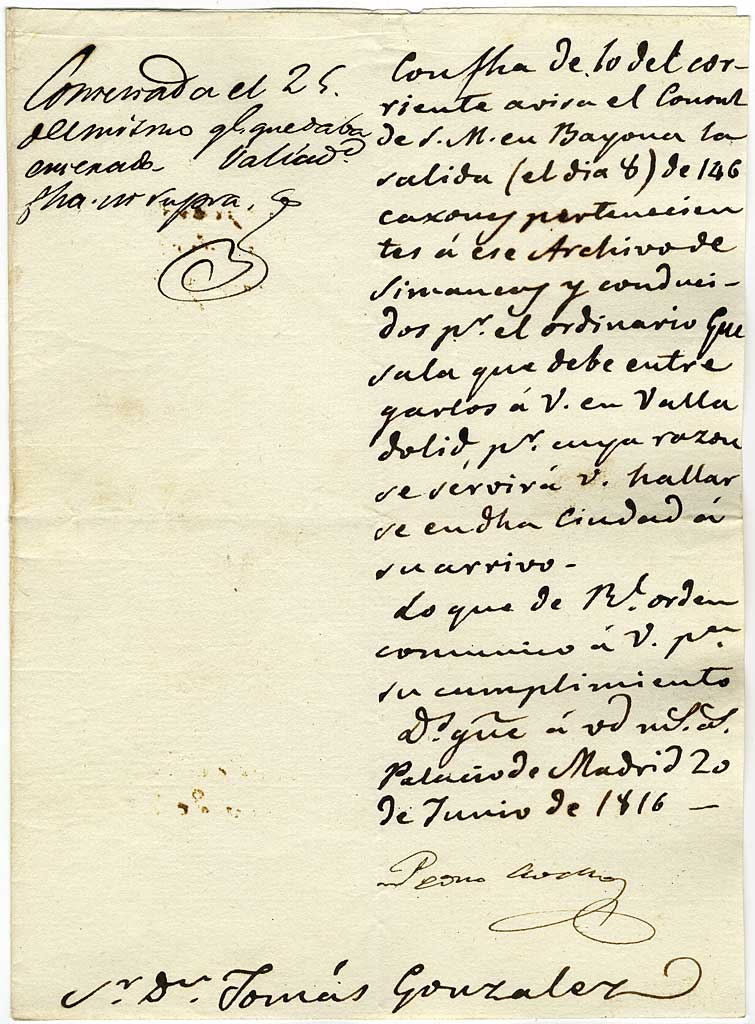
Real Orden del 20 de junio de 1816 en la que se manda a Tomás González a Valladolid a recibir 146 cajones pertenecientes al AGS. Estos cajones retornan de Bayona, donde habían ido a parar por orden de Napoleón durante la invasión francesa.

El nuevo siglo estuvo marcado fundamentalmente por el impacto negativo sobre la institución que tuvo la Guerra de Independencia. Durante todo el conflicto, hubo soldados franceses viviendo en la parte del edificio en la que se encontraba el archivo, algo que no solo paralizó su actividad por completo, sino que produjo toda clase de problemas, ya que los soldados incluso comían y cenaban en el mismo edificio. Además, en 1811 murió Manuel de la Cruz, poniendo fin a la estirpe de archiveros de la familia de Ayala.
Cuando en 1817 se hizo un informe oficial, los años en los que hubo guarnición francesa en el castillo fueron calificados de «calamitosos». Se trasladaron documentos de un lugar a otro sin criterio ni orden alguno, y se destruyeron algunos a raíz de un incendio en la improvisada cocina que se construyó en el edificio.
Una parte de los documentos se llevó a Francia, ya que Napoleón deseaba hacer en París un gran archivo europeo centralizado, por lo que previamente había saqueado otros archivos en Alemania, Austria e Italia. Así, el general Kellerman se encargó de trasladar algunos documentos a Bayona y a París. No obstante, salvo algunos relacionados con la política exterior en común de España y Francia, la mayoría volvieron tras la caída de Napoleón, pero otros solo serían devueltos durante la Segunda Guerra Mundial.
Para tratar de reconducir la institución, se nombró a Tomás González como su nuevo director. A partir de aquí, salvo algunas excepciones como las remesas de documentos llegadas en 1852 –fueron las últimas en hacerlo–, el AGS ve su labor totalmente reconducida, pasando a ser un archivo cerrado.
Lo cierto es que Fernando VII organizó el envío de varias remesas de documentos, aunque no por razones culturales ni de conservación, sino para desligar a sus ministros de la información contenida en los escritos. Además, también visitó el archivo a lo largo de su mandato en más de una ocasión.
Por otro lado, gracias a la Real Orden del 24 de abril de 1844, el archivo se abrió, al menos en líneas generales, a la investigación e historiadores como Manuel Danvila o Cánovas del Castillo pudieron trabajar en él. Sin embargo, quedaron exceptuados los documentos relacionados con la vida de los reyes.
A partir de este momento la archivística española se desarrolló de manera oficial, creándose en 1858 el Cuerpo Facultativo de Archiveros y reorientándose la vida de Simancas hacia labores de catalogación y difusión. En ese sentido también se produce, en 1877, la musealización del archivo, colocándose las primeras vitrinas de exposición de documentos. Aun en la actualidad, es posible encontrar al final de algunos documentos, notas que dan cuenta de haberse copiado el documento por requerimiento de investigadores extranjeros, con constancia de la fecha en que se efectuó la transcripción.
Entre los hechos más destacables de la segunda mitad del XIX están la visita del rey Alfonso XII en 1878, la dirección de Claudio Pérez Gredilla en la última década del siglo y la llegada del teléfono en 1894.

### SigloXX

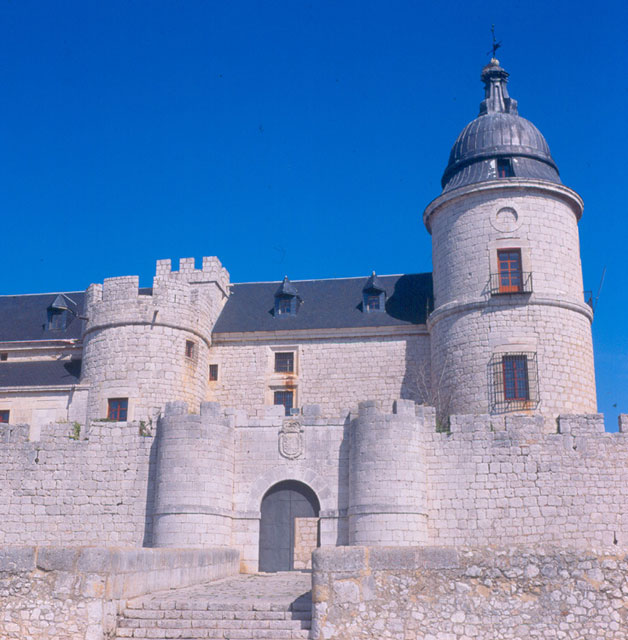
Diapositiva en color del Castillo que alberga el Archivo, último tercio del

Durante el siglo XX se experimentaron mejoras notables en las instalaciones, de cara a mejorar la labor de los investigadores. La exposición de documentos creció permanentemente, hasta ser considerado en la práctica un aspecto tan importante como la propia investigación. Así, el AGS tiene desde este período la consideración de una institución cultural, en la que la conservación de documentos vive de la mano con la investigación y la musealización del edificio, todo ello dependiendo del Ministerio de Cultura de España.
En 1914 el traslado de algunos documentos hacia Madrid para facilitar su estudio por parte de expertos, que no querían trasladarse al castillo, provocó una protesta en toda la provincia que al final acabó con los papeles en su sitio.
La guerra civil española no tuvo un impacto negativo directo sobre el archivo ya que la provincia de Valladolid quedó rápidamente en el interior de la zona sublevada, por lo que no se perdieron documentos ni se combatió en el lugar. Durante el régimen franquista, la institución se conservó sin más, sin ningún tipo de purgas documentales. De hecho, durante los años 1950, coincidiendo con la celebración del IV cententario del fallecimiento de Carlos I de España, se hizo una gran reforma para facilitar el acceso al incipiente número de investigadores que quería trabajar en Simancas, y se construyó una residencia para los investigadores.
En 1941 el gobierno español consiguió recuperar un grupo de documentos (unos 58 000), llamados "legajos de Simancas", mediante un intercambio de obras con el Gobierno de Vichy del mariscal Pétain. El retorno de los documentos fue complicado. En este acuerdo España recuperó también obras como la Inmaculada de Soult y la Dama de Elche y a cambio le entregó a Francia varias obras de arte (cuadros, principalmente).
A pesar de todas las mejoras y comodidades inherentes a la Edad Contemporánea respecto a las precedentes, la incomodidad para los investigadores fue la tónica general durante el siglo XX. González Amezúa describió la única posada de Simancas como un lugar ruin e inhóspito.

### SigloXXI

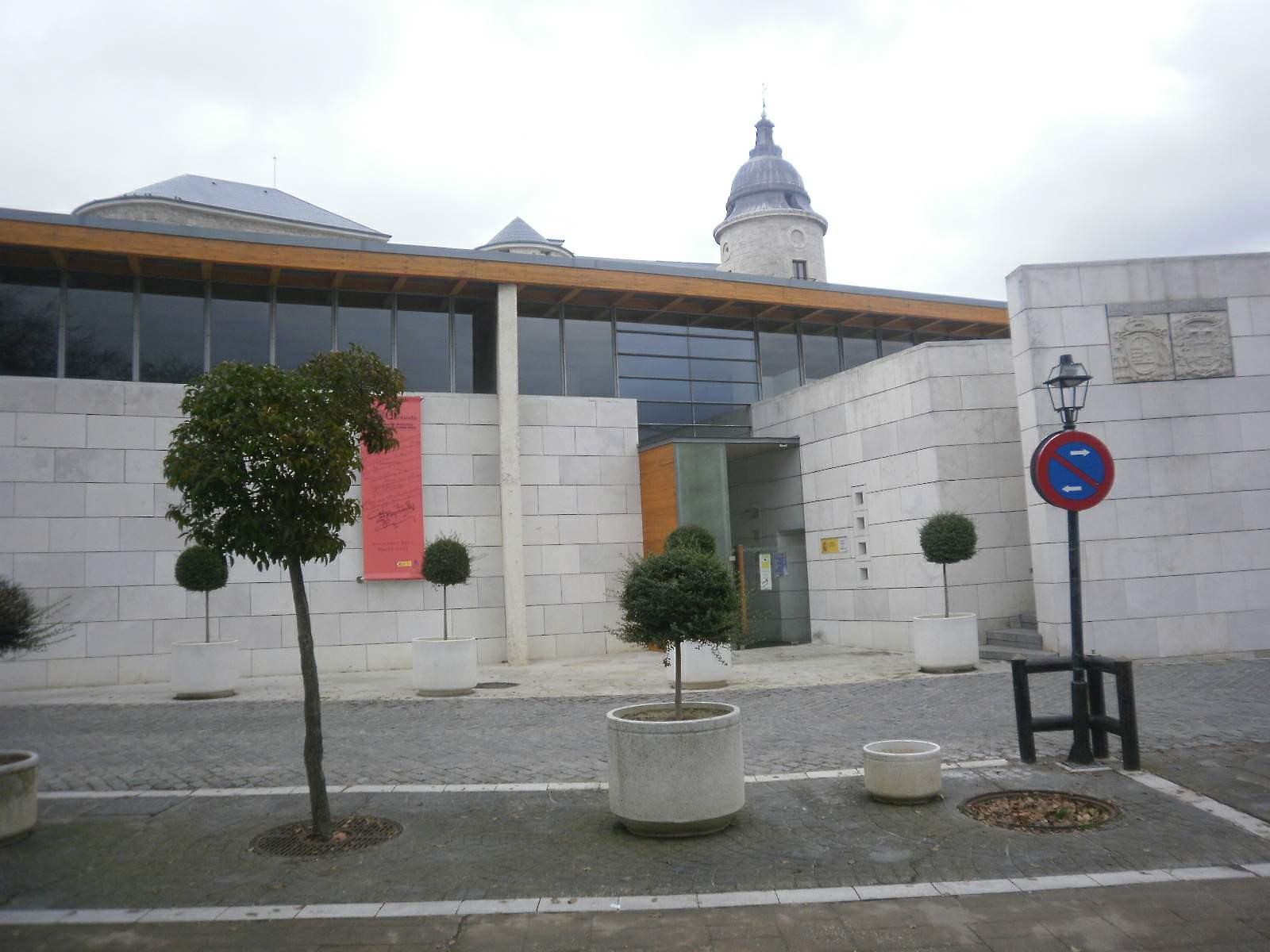
El Archivo fue reformado entre 1999 y 2007.

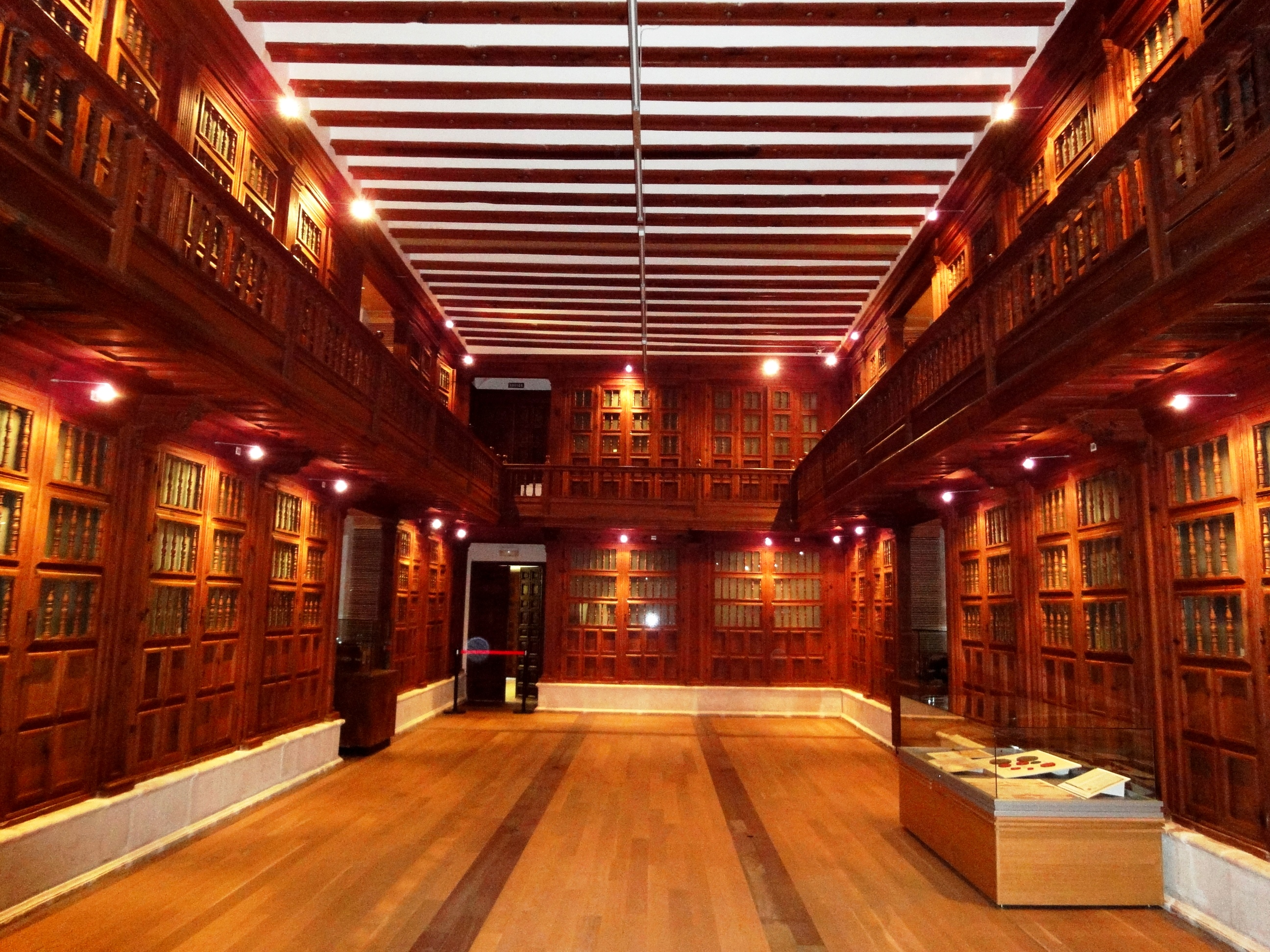
Parte de la biblioteca del Archivo, año 2011.

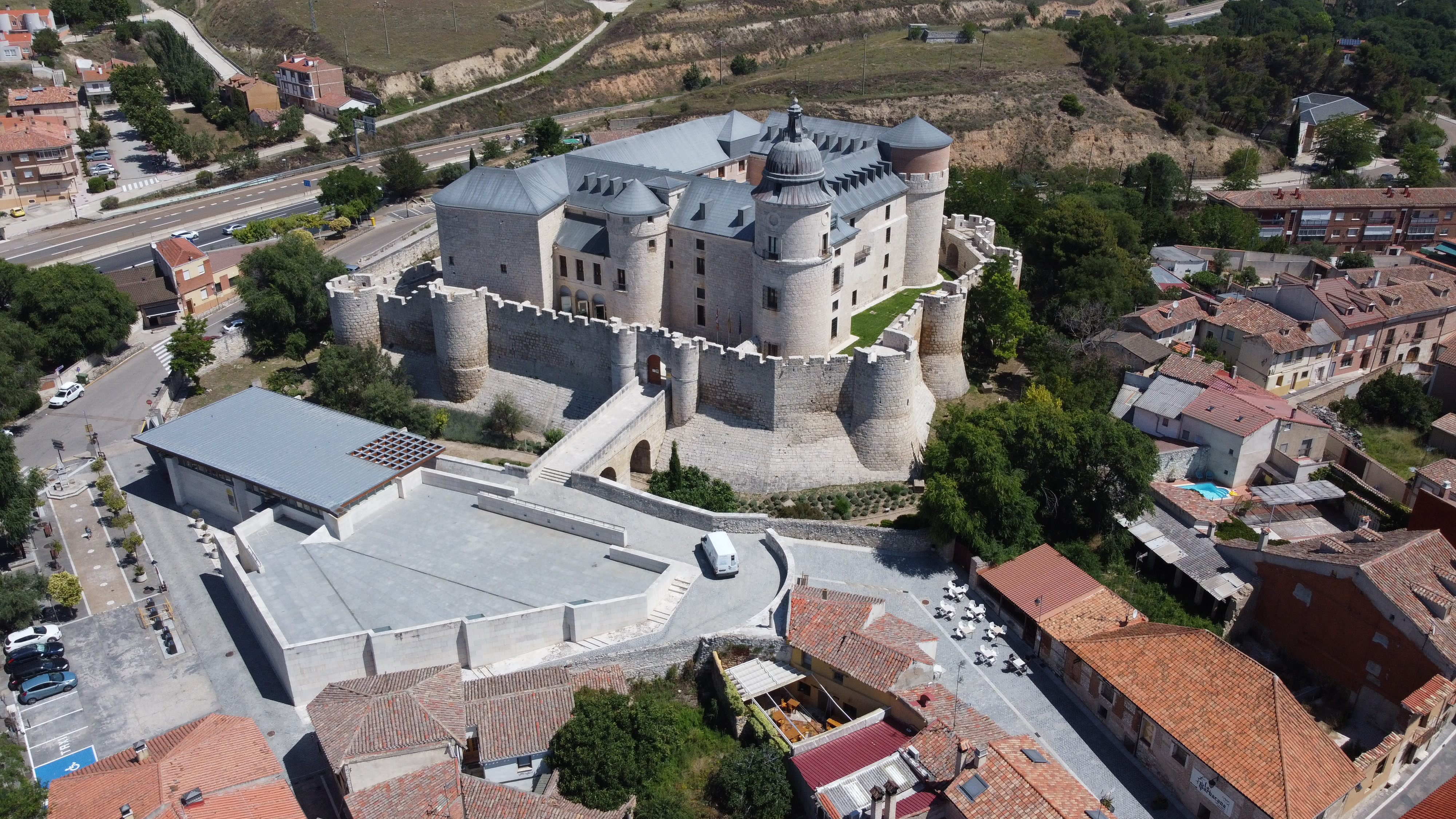
Vista aérea del complejo, año 2023.

Ya a finales del siglo XX y comienzos del XXI, el AGS fue reformado en un periodo de obras que se prolongó entre 1999 y 2007. En un principio se pensaba que las obras de restauración concluirían en 2004, pero su retraso obligó a suspender algunos eventos que se iban a celebrar en el castillo, como el V centenario de la muerte de Isabel la Católica o el V cententario de la muerte de Cristóbal Colón. Los retrasos en las obras fueron atribuidos por el director del AGS –José Luis Rodríguez de Diego– tanto a la propia complejidad de las mismas como a las lluvias.
De este modo, el 14 de enero de 2008, el por entonces Ministro de Cultura César Antonio Molina acudió al Castillo de Simancas para reinaugurarlo. Durante dicho acto el ministro afirmó que en el AGS la riqueza del "contenido documental deriva de su proyecto arquitectónico". Desde entonces la institución ha albergado diversos actos culturales, entre los que destaca una reunión de la Fundación de la Lengua en 2009. Tras esta última reforma del Archivo de Simancas se pueden visitar lugares de la institución que antes no eran accesibles al turista, como una de las salas de investigación o la capilla del castillo. Además, anexo a la fortaleza se ha construido un edificio que contiene un salón de actos, un centro de archivística, un departamento de difusión y una sala de exposiciones.
Es posible pedir reproducciones de los documentos, tanto en soporte digital como en papel. Para publicar las reproducciones, el interesado necesitar firmar un convenio con el ministerio.
En 2017 la Unesco incluyó al archivo dentro del Programa Memoria del Mundo, convirtiéndose en el segundo patrimonio histórico documental vallisoletano que forma parte de dicho reconocimiento puesto que en 2007 fue incluido el Tratado de Tordesillas.

## Secciones y fondos

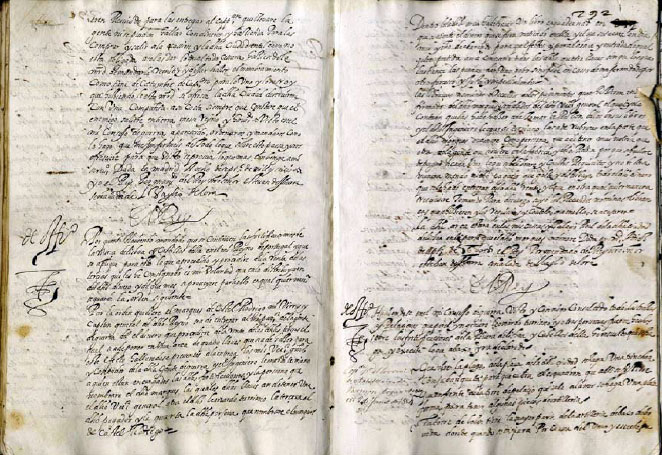
Real Cédula de 16 de septiembre de 1600 emitida por el Consejo de Guerra que se conserva en Simancas.

La organización del AGS responde a su evolución histórica. Al ser una institución que se nutre fundamentalmente de documentos administrativos, sus fondos y secciones en los que se organiza responden a esta trayectoria.
Las secciones son casi treinta, pero de la Plaza Bores propone una organización en ocho grupos:
- Patronato Real: se trata de una colección organizada por Diego de Ayala entre 1564 y 1567,[102] basada en textos que no provienen de una institución determinada sino a la labor selectiva del archivero.[103] Hasta el siglo XIX se han seguido incorporando documentos al Patronato Real, aunque de manera esporádica dado que la tendencia era no desglosar los documentos que iban llegando a Simancas.[103] Por tanto, el grueso del material contenido en esta colección documental pertenece a la época de los Reyes Católicos, Carlos V y Felipe II.[103] Por los documentos que contiene se considera en la actualidad la parte más valiosa del AGS.[104]
- Secretarías del Consejo de Estado (siglos XV-XVII) y Correspondencia Diplomática del siglo XVIII: es la sección más consultada de Simancas.[105] La parte más antigua de esta colección recoge documentos muy variados, compilados durante los intentos precedentes de crear un archivo centralizado en Castilla.[105] Sin embargo, una vez se consolida la institución simanquina llegan regular y sistemáticamente remesas procedentes del Consejo de Estado,[105] llegando a contener más de 8000 legajos cuya temática principal son las relaciones de España con otros Estados.[104]
- Secretarías de los Consejos de Flandes, Italia y Portugal (siglos XVI-XVII): los documentos aquí contenidos tradicionalmente se han denominado "provinciales", por provenir de consejos dedicados al gobierno de una provincia y no a instituciones centradas en aspectos generales de la monarquía.[106] Es una sección que tradicionalmente ha dado pie a confusiones, dado que buena parte de los legajos de los consejos de Flandes y Portugal ingresaron en el AGS unidos a una remesa de la Secretaría del Consejo de Estado.[106] Empero, son documentos totalmente independientes y pertenecientes, como su propio nombre indica, a los Consejos de Flandes, Italia y Portugal.[106]
- Secretarías y Escribanías del Consejo y de la Cámara de Castilla (siglos XV-XVII): contiene documentos de muy diversa índole, pues las competencias del Consejo Real de Castilla fueron muy amplias, ostentando funciones consultivas, legislativas y judiciales.[107] Esta sección potencialmente podría contener la historia castellana entre los siglos XV y XIX, pero la realidad no es así: tanto en la recopilación de los documentos como en su conservación ha habido muchos descuidos.[108] Por tanto, la mayoría de la información contenida es del siglo XVII en adelante, según informan diversos inventarios realizados.[109]
- Registro del Sello de Corte (1475-1689): ha recibido diversos nombres según el archivero, como "Registro de Corte" para Diego de Ayala o "Registro general de Corte" para Riol.[110] Los fondos contenidos están formados por más de 2500 legajos que comparten la característica de ser documentos procedentes del gobierno real y rubricados con un sello mayor.[104]
- Casa Real-Obras y Bosques (siglos XV-XVII): este grupo está dividido en dos partes claramente diferencias. La parte "Casa Real" alude a un compendio realizado por Don Mariano Alcocer en el cual reunió varios documentos que tenían como característica común referirse a miembros o patrimonio de la familia real.[111] Por otro lado, "Obras y Bosques" contiene la documentación de la Junta de Obras y Bosques, una institución dedicada a la conservación y la ampliación del patrimonio regio en sentido amplio: desde palacios hasta lugares de caza.[111] En líneas generales es documentación muy fragmentada y por tanto de difícil consulta.[111]
- Secretarías del Consejo de Guerra (siglos XV-XVII) y Secretarías del Despacho de Guerra (siglo XVIII) y del Despacho de la Marina (siglo XVIII): contiene la documentación emitida por los ejércitos terrestre y marino.[112] Está dividida en tres partes que, en total, suman más de 13000 legajos, siendo así una de las secciones más amplias y completas del AGS.[112] Dicha división responde a la procedencia y la naturaleza de los fondos contenidos: "Secretarías del Consejo de Guerra", también llamada "Guerra Antigua", contiene documentos de la época en que el Consejo de Guerra abarcaba tierra y mar, es decir, antes de que se dividiese en 1586;[112] "Secretaría del Despacho de Guerra" alberga una colección documental mayoritariamente del siglo XVIII procedente de la Secretaría de Estado y del Despacho de Guerra, creada tras la reforma administrativa de Felipe V;[113] y "Secretaría de Marina" contiene alrededor de 750 legajos y 75 libros procedentes de la Secretaría de Estado y del Despacho Universal de Marina.[114]
- Hacienda: forma más de la mitad del archivo (más de 38000 legajos)[115] y en él se incluyen documentos procedentes de las Secretarías y Escribanías del Consejo de Hacienda (siglos XV-XVII), la Contaduría Mayor de Hacienda (siglos XV-XVIII), la Dirección General de Rentas (siglos XVIII) y otras instituciones.[116] Son legajos fundamentalmente administrativos muy útiles para la realización de estudios relacionados con la economía. Por su volumen, los investigadores señalan que toda la documentación relacionada con la historia económica de la Corona castellana entre los siglos XV y XIX se halla en el AGS.[115] Sin embargo, hay algunas excepciones, como los documentos contenidos en el Archivo Central del Ministerio de Hacienda o los Juros del Archivo Histórico Nacional.[115]

El Archivo de Simancas también contiene documentos relativos al Reino de Navarra.